# フォトカプラ

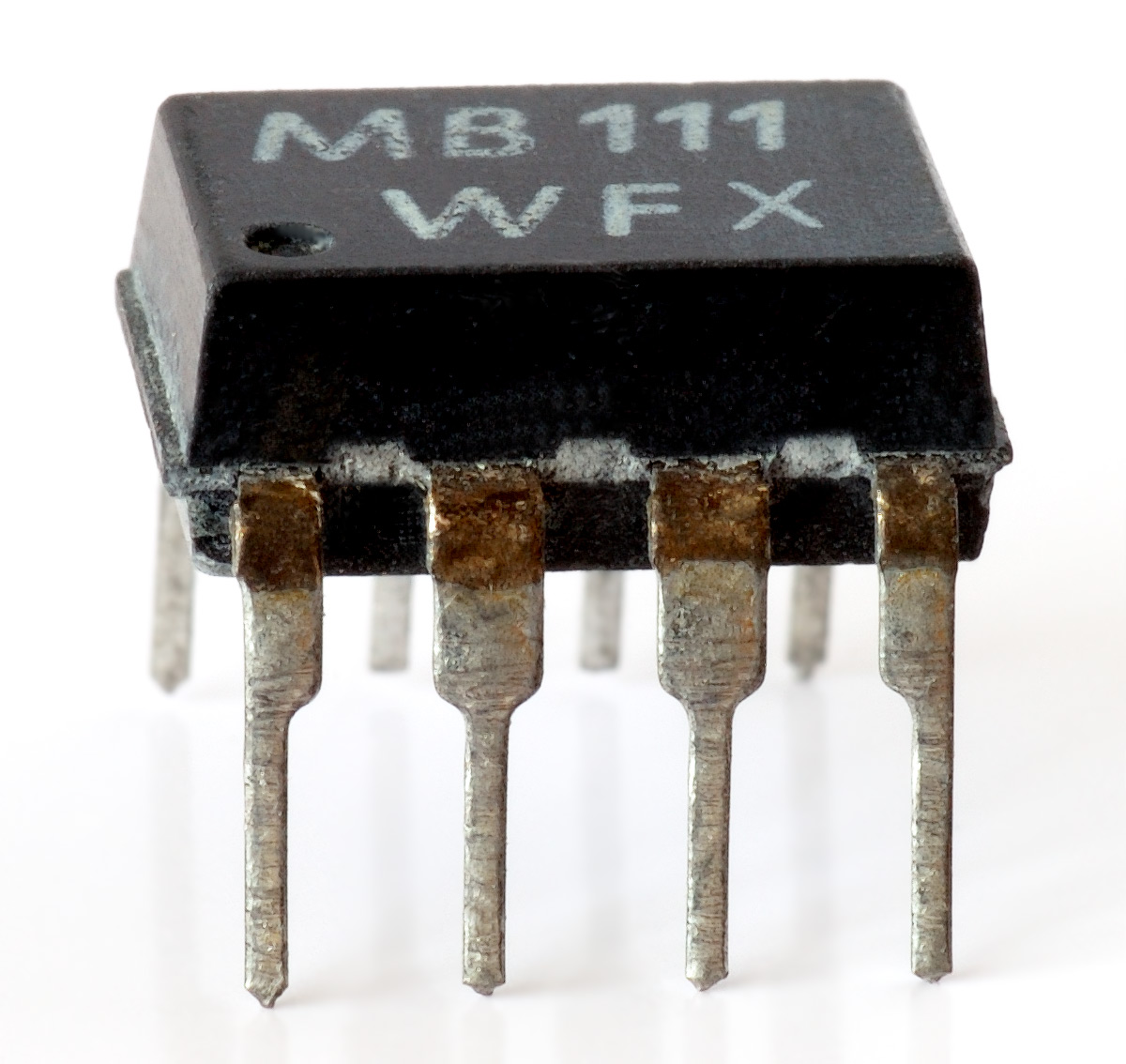
フォトカプラ

トランジスタ出力タイプのフォトカプラ内部回路図

典型的な接続方法

フォトカプラ(Photocoupler. Opto-isolator, optocoupler, optical isolator とも呼ばれる)は、内部で電気信号を光に変換し再び電気信号へ戻すことによって、電気的に絶縁しながら信号を伝達する素子である。フォトカプラが直接スイッチングできる電流は小さく、大きな電流をスイッチングできるパワー半導体（トライアック、サイリスタ、IGBT）などの前段でトリガーとして使用される。

## 概要
フォトカプラは内部に発光素子と受光素子が収められ、外部からの光を遮断するパッケージに封じ込められた構造になっている。入力された電気信号を発光素子によって光に変換し、その光を受光素子に送る事により信号を伝達する。一般的に発光素子には発光ダイオード、受光素子にはフォトトランジスタが用いられることが多い。IC製造技術を利用したDIPタイプが開発される以前は、フィラメント電球とフォトレジスタ素子を対向させ封止したものが用いられた。
その構造上、入力端と出力端は電気的に絶縁されるため、主としてそれぞれ独立した電源で駆動される二系統の回路間で、絶縁を保ったままでの信号伝達に用いられ、人体や出力先の回路を高圧から保護する役割がある。
素子の応答特性を利用して簡単なフィルタとして用いることもある。
入力回路は、発光ダイオードが一方向のタイプ、逆並列に接続されたタイプ（交流入力対応）がある。
出力回路は、フォトトランジスタ、フォトダイオードを直接接続したタイプや、フォトダイオードの出力でMOS-FETやサイリスタやトライアックを駆動するタイプ、波形整形用ICが内蔵されているものもある。

### フォトリレー
出力側にソースコモンで接続した2個のMOSFETを用いたものをフォトリレーと呼ぶ。AC/DC、正負電圧両方に対応し、メカニカルリレーやリードリレーを置き換えることが出来る。
トランジスタ出力タイプのフォトカプラはコレクタ・エミッタ間降伏電圧VCEOとエミッタ・コレクタ間降伏電圧VECOの2つの特性項目を持つのに対しフォトリレーは阻止電圧という1つの特性で表される。

## 用途の例
スイッチング電源
装置の出力電圧の安定化のため、二次側の電圧変化を一次側の制御回路にフィードバックする必要があるが、この駆動回路と制御回路とを絶縁する目的で用いられる。
FAコントローラ
高出力のモーターや溶接機等が発生するノイズの影響を受けないよう絶縁するために用いられる。非常停止スイッチなどは工場内のいたる個所に設置されるが故に配線長が長く、高出力の機器のノイズを拾いやすい。これが平時に誤動作すると莫大な損失に繋がるため、スイッチと制御回路はフォトカプラで結合されるケースが多い。
音響機器
ミキサーやカフボックスにおいて、スイッチ切り替え時のノイズを防ぐために用いられるほか、電気楽器や電子楽器及び業務用音響機器のエフェクターにおいて、リミッター/コンプレッサーのレベル制御やトレモロの音量変化、フェーズシフターの抵抗制御素子などに用いられる。
真空管を利用した機器では発光側にネオン管、電球、EL発光素子を用いる場合がある。これらの場合は素子の応答特性に起因する音色の変化を積極的に利用することも多い。
電子楽器
MIDI規格の信号伝送ではフォトカプラによる絶縁を規定している。
医用電子機器
脳波計・心電計など被検者へ電極を装着する機器では、感電防止のために、生体入力信号を商用電源から絶縁する目的で用いられる。

## 誤動作
フォトカプラは、直流的には完全に絶縁されており比較的にEMIに強いとされてはいるが、発光素子と受光素子が絶縁されているが故に、部品内に寄生容量が存在している。寄生容量はコイルやコンデンサからの残留電荷放出、あるいは高周波による電磁・静電誘導で結合し、帯電、放電することがある。放電時の電圧はdV/dtで現され、小さなエネルギーでも誤動作を引き起こすスパイク電圧になることがある。そのスパイク電圧が発光素子（LED）に対し順方向のスパイク電流となるか逆方向のスパイク電流となるか、またゼロクロス制御をしているかなどで誤動作のモードには種類がある。さらに許容を超えた電圧が誘導されると発光素子が破壊されることもある。誘導性負荷、誘電性負荷により力率が低い(素子にもよるが0.8を基準とするメーカーもある）場合にスナバ回路での改善が推奨されている。また誤動作防止の為、内部にファラデーシールドを設けたフォトカプラも存在する。その為フォトカプラはIEC 62368-1、IEC60950-1の安全規格で規定されている。
- 意図しないON動作　発光素子（LED）に対し順方向すなわち、発光させるスパイク電流が流れると、誤って発光素子が点灯しON動作となる。これは勝手に電源が入るという誤動作になる。

- 意図しないOFF動作　発光素子（LED）に対し逆方向すなわち、発光を打ち消す方向のスパイク電流が流れると、誤って発光素子消灯しOFF動作となる。これは勝手に電源が落ちるという誤動作になる。

- 意図しない出力半減　ゼロクロス制御の場合、半サイクルが出力しない誤動作がおきることがある。これは突然出力が半分になるという誤動作になる[7]。

- 意図しないON動作の維持　OFFの信号を出してもONを維持してしまう誤動作もある。出力を落としても最大パワーが維持するという誤動作になる。

## フォトインタラプタ

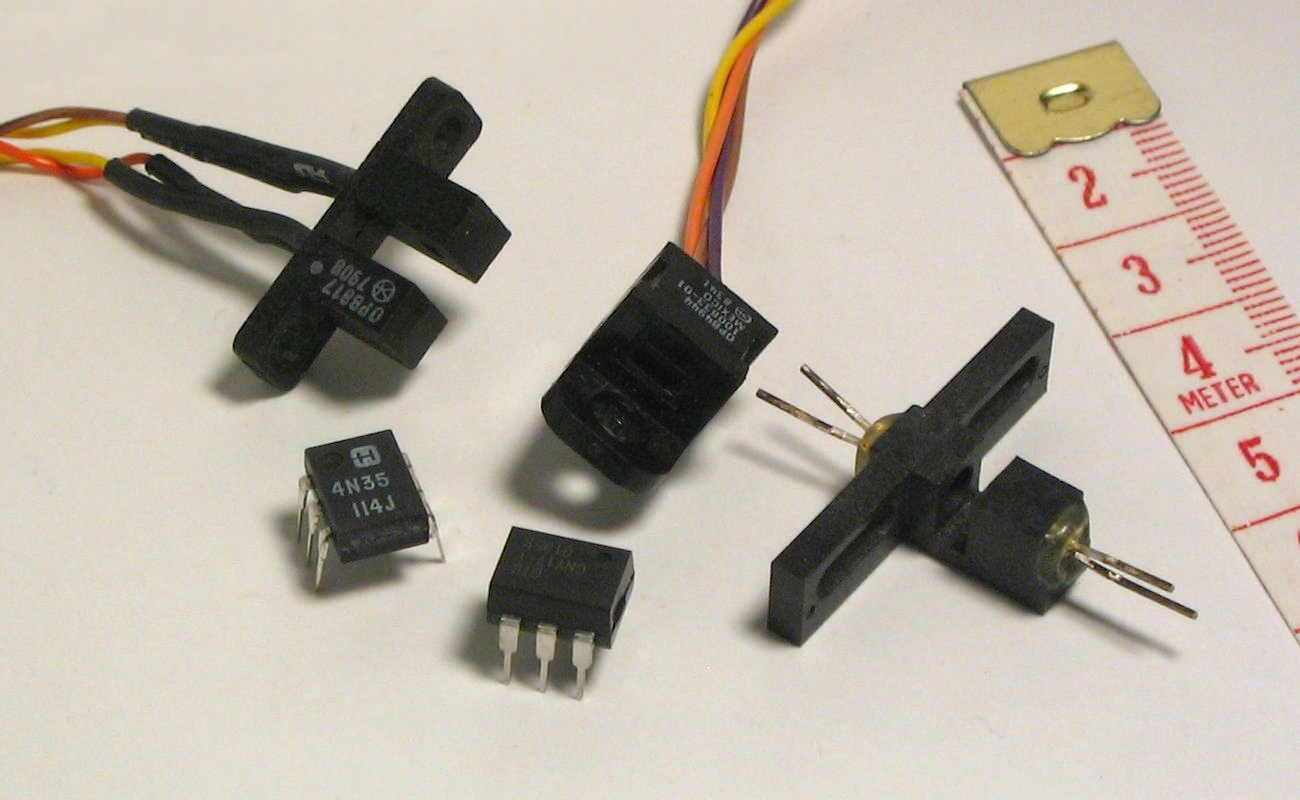
DIPパッケージがフォトカプラ、リード線を持つものがフォトインタラプタ

類似の構成を持つものにフォトインタラプタがある。発光素子と受光素子を内部に封止せずに露出させ、封止パッケージの外部で対向させてある。素子間の遮光物検出を目的とする素子であり、フォトカプラに構成は似るが使途は異なる。自動販売機などで硬貨の通過検出、メカトロニクス機器において軸の回転角検出、ファクトリーオートメーション分野で多く使用される。受光素子が外光（可視光）に晒されており、その影響による誤動作を防ぐために検出光には赤外線が用いられ、さらに変調を掛けるなどしている。